# Gerardo Diego

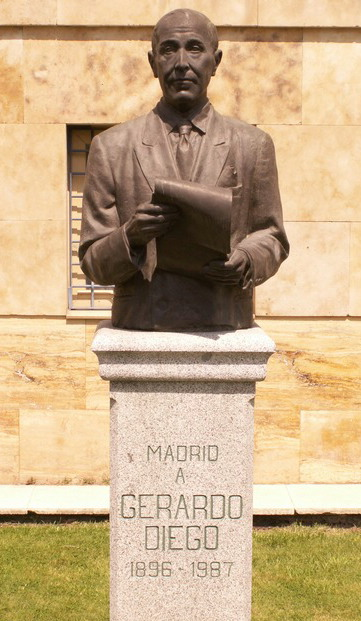
Denkmal für Gerardo Diego in Madrid

Gerardo Diego (* 3. Oktober 1896 in Santander, Kantabrien; † 8. Juli 1987 in Madrid) war ein spanischer Schriftsteller und Mitglied der Generación del 27.

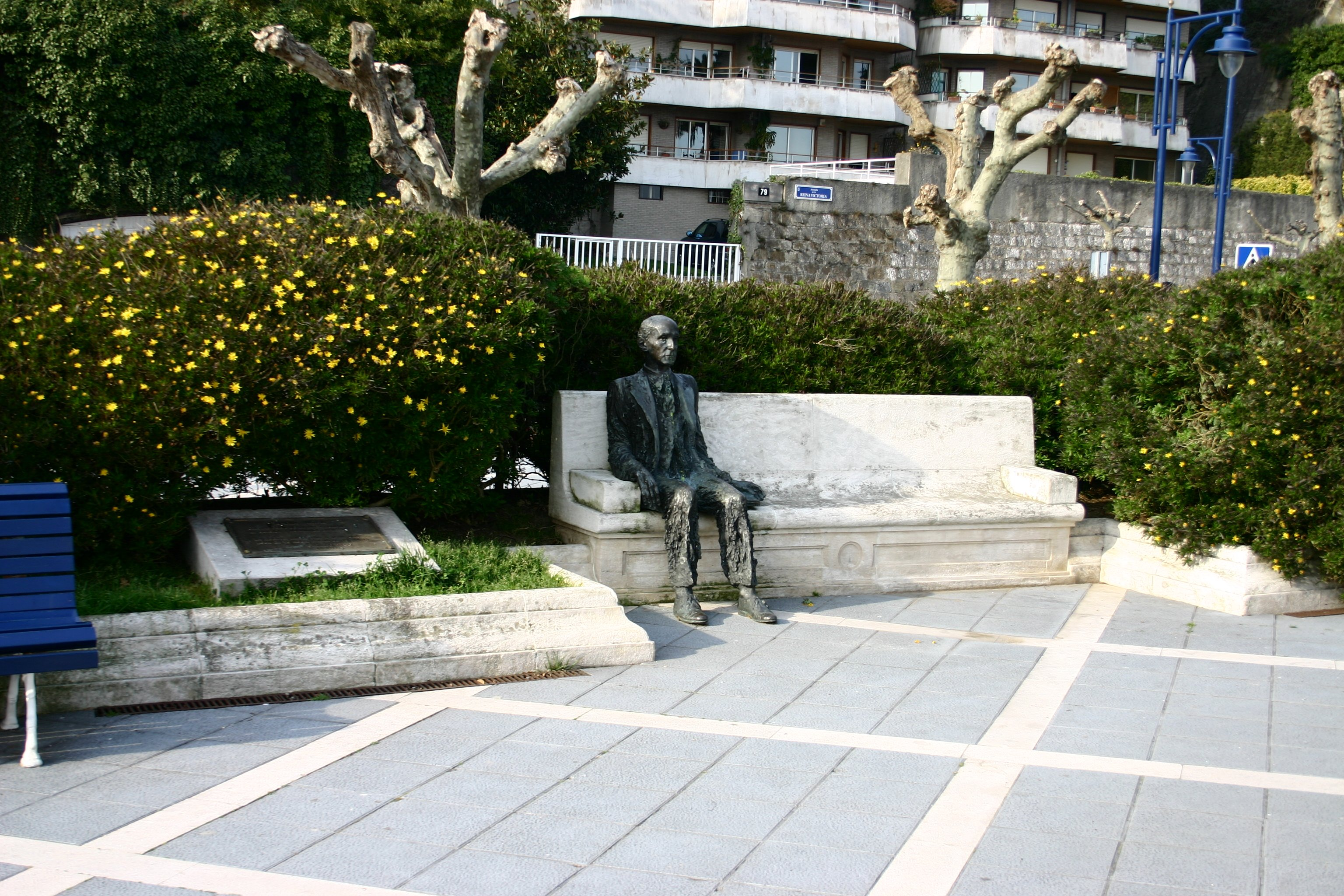
Statue von Gerardo Diego in Santander.

## Leben
Gerardo Diego wurde 1896 in Santander als Sohn eines Kaufmanns geboren. Er studierte am Instituto General y Técnico. Mit neun Jahren begann er Klavier zu spielen. Die Musik spielte für Diego immer eine besondere Rolle und hatte großen Einfluss auf seine Gedichte. An der Universidad de Deusto studierte er Sprachen und machte zusammen mit Miguel de Unamuno sein Examen an der Universität Salamanca. 1916 beendete er sein Studium an der Universität Madrid. Sein erstes literarisches Werk La caja del abuelo wurde 1918 von El Diario Montañés veröffentlicht. Im Jahr 1920 zog er nach Soria, um dort zu arbeiten. Von seinem ersten Gehalt finanzierte er die Veröffentlichung von El romancero de la novia. Er arbeitete mit den Zeitschriften Grecia, Cervantes und Reflector zusammen. 1921 lernte er Vicente Huidobro kennen, den er 1922 zusammen mit Juan Larrea (1895–1980) in Paris besuchte. In dieser Zeit erschienen seine Bücher Imagen und Manual de espumas. 1925 bekam er für Versos humanos den nationalen Literaturpreis verliehen.
Mit anderen, jüngeren Mitgliedern der Generación del 27, wie Jorge Guillén, Dámaso Alonso, Pedro Salinas, Rafael Alberti und Federico García Lorca stand Diego in engem Kontakt. 1927 gründete er die Zeitschrift Carmen, mit dem Beiblatt Lola. Wie alle Mitglieder der Generación del 27 war auch Gerardo Diego ein Bewunderer von Luis de Góngora. Anlässlich des 300. Todestages von Góngora gab er eine Festschrift heraus.
Anders als der Mehrheit der Generación del 27 war Gerardo Diego während des spanischen Bürgerkrieges ein Anhänger der Franquisten, für die er Lobeshymnen verfasste.
Im Jahr 1932 begann er als Musikkritiker tätig zu werden und 1939 zog er nach Madrid, wo er bis zu seiner Pensionierung 1966 am Instituto Beatriz Galindo arbeitete. 1947 wurde Gerardo Diego Mitglied der Real Academia Española. 1956 bekam er zum zweiten Mal den nationalen Literaturpreis verliehen und 1980 den Cervantespreis.

## Werk
Neben Dámaso Alonso gilt Gerardo Diego als eine der bedeutendsten Persönlichkeiten der modernen spanischen Kunst. Seine Gedichte sind von Unbeständigkeit und Virtuosität gekennzeichnet. Außerdem zeigt er eine beeindruckende Vielfalt an Themen, Stils, und Metren. In seinen ersten Werken wie zum Beispiel El romancero de la novia findet man sowohl romantische und moderne Einflüsse (vornehmlich von Gustavo Adolfo Bécquer und von Juan Ramón Jiménez). Mal schrieb er sehr frei, mal sehr traditionell, jedoch mit einem modernen Akzent. Die Form seiner Gedichte ist konstant perfekt. Die Perfektion der äußeren Form fand Diego im Sonett. Auf diesem Gebiet war er ein unangefochtener Meister.
Diegos Werk kann nur schwer in Schaffensperioden eingeteilt werden, weil er zu jeder Zeit sehr vielfältig war. Er beschäftigte sich mit schweren Themen wie der Religiosität in Viacrucis und mit sehr leichten Themen wie den Stieren in La suerte o la muerte. Inspiriert wurde er häufig von seinem direkten Umfeld. Nur wenige seiner Gedichte sind politisch. Die Entwicklung von der poesía pura zur poesía impura, die bei vielen Künstlern der Generation 27 zu finden ist, kann man auch in den Werken von Gerardo Diego finden. Hier wird deutlich, dass die Kunst um der Kunst Willen und die kritisierende Kunst in seinen Werken gleichberechtigt waren.

## Lyrik
- El romancero de la novia, Santander, Imp. J. Pérez, 1920.
- Imagen. Poemas (1918-1921), M., Gráfica de Ambos Mundos, 1922.
- Soria. Galería de estampas y efusiones, Valladolid, Libros para amigos, 1923.
- Manual de espumas, M., Cuadernos Literarios(La Lectura), 1924.
- Versos humanos, M., Renacimiento, 1925 (Premio Nacional de Literatura 1924–1925).
- Viacrucis, Santander, Talleres Aldus, 1931.
- Fábula de Equis y Zeda, México, Alcancía, 1932.
- Poemas adrede, México, Alcancía, 1932.
- Ángeles de Compostela, M., Patria, 1940 (nueva versión completa- M.- Giner- 1961).
- Alondra de verdad, M., Escorial, 1941.
- Primera antología de sus versos, M., Espasa-Calpe, 1941.
- Romances (1918-1941), M., Patria, 1941.
- Poemas adrede, M., Col. Adonais, 1943 (Edición completa).
- La sorpresa, M., CSIC, 1944.
- Hasta siempre, M., Mensajes, 1948.
- La luna en el desierto, Santander, Vda F. Fons, 1949.
- Limbo, Las Palmas de Gran Canaria, El Arca, 1951.
- Visitación de Gabriel Miró, Alicante, 1951.
- Dos poemas (Versos divinos), Melilla, 1952.
- Biografía incompleta, M., Cultura Hispánica, 1953 (Ilustraciones de José Caballero. 2ª edición con nuevos poemas- M.- Cultura Hispánica- 1967).
- Segundo sueño (Homenaje a Sor Juan Inés de la Cruz), Santander, Col. Tito Hombre, 1953 (Xilografías de Joaquín de la Fuente).
- Variación, M., Neblí, 1954.
- Amazona, M., Ágora, 1956.
- Égloga a Antonio Bienvenida, Santander, Ateneo, 1956.
- Paisaje con figuras, Palma de Mallorca, Papeles de Sons Armadans, 1956 (Premio Nacional de Literatura).
- Amor solo, M., Espasa-Calpe, 1958 (Premio Ciudad de Barcelona 1952).
- Canciones a Violante, M., Punta Europa, 1959.
- Glosa a Villamediana, M., Palabra y Tiempo, 1961.
- La rama, Santander, La isla de los ratones, 1961.
- Mi Santander, mi cuna, mi palabra, Santander, Diputación, 1961.
- Sonetos a Violante, Sevilla, La Muestra, 1962.
- La suerte o la muerte. Poema del toreo, M., Taurus, 1963.
- Nocturnos de Chopin, M., Bullón, 1963.
- El jándalo (Sevilla y Cádiz), M., Taurus, 1964.
- Poesía amorosa 1918-1961, B., Plaza y Janés, 1965.
- El Cordobes dilucidado y vuelta del peregrino, M., Revista de Occidente, 1966.
- Odas morales, Málaga, Librería Anticuaria El Guadalhorce, 1966.
- Variación 2, Santander, Clásicos de Todos los Años, 1966.
- Segunda antología de sus versos (1941-1967) M., Espasa-Calpe, 1967.
- La fundación del querer, Santander, La isla de los ratones, 1970.
- Versos divinos, M., Alforjas para la poesía española(Fundación Conrado Blanco), 1971.
- Cementerio civil, B., Plaza y Janés, 1972.
- Carmen jubilar, Salamanca, Álamo, 1975.
- Cometa errante, B., Plaza y Janés, 1985.